# AGF Fodbolds europæiske kampe
AGF's europæiske kampe begyndte i 1955, hvor AGF blev den første danske klub, som deltog i en europæisk klubturnering, da klubben kvalificerede sig til den første turnering om Mesterholdenes Europa Cup i 1955 efter at være blevet mestre samme år.
Første kamp stod mod de franske mestre og senere finalister Stade de Reims og blev spillet i Idrætsparken, København, 21. september 1955. AGF deltog i turneringen de første tre år i træk. I 1960 kvalificerede AGF sig til Mesterholdenes Europa Cup som vinder af forårsturneringen i 1. division. Klubben nåede som det første danske hold frem til kvartfinalerne, hvor AGF blev slået ud af de senere vindere SL Benfica. Der skulle gå 26 år før det lykkedes en anden dansk klub at nå så langt (Brøndby IF i 1986/87).
I 1961 blev AGF den første danske klub, som deltog i Pokalvindernes Europa Cup, og i 1988 blev AGF den fjerde danske klub, der spillede sig frem til kvartfinalerne i denne turnering. Her blev det til nederlag til FC Barcelona.
I 1977 vandt AGF bronzemedaljer i 1. division og kvalificerede sig dermed for første gang til UEFA Cup (1978/79). I debuten slog AGF overraskende polske Stal Mielec med de internationale stjerner Grzegorz Lato og Andrzej Szarmach ud.
AGF havde indtil 1995 rekorden som den danske klub med flest europæiske cup-kampe.

## Mesterholdenes Europa Cup 1955/56
| 21. september 1955 1. runde, 1. kamp |

| AGF | 0 - 2 | Stade de Reims         |
| --- | ----- | ---------------------- |
|     |       | Léon Glovacki 7' 72' · |

| Idrætsparken, København Tilskuere: 18.000 Dommer: Klaas Schipper (Holland) |

| 26. oktober 1955 1. runde, 2. kamp |

| Stade de Reims                      | 2 - 2 | AGF                                         |
| ----------------------------------- | ----- | ------------------------------------------- |
| Léon Glovacki 47' · René Bliard 60' |       | Erik Jensen 77' · Henning Bjerregaard 83' · |

| Stade Auguste-Delaune, Reims Tilskuere: 5.845 Dommer: Alfred Bond (England) |

| Stade de Reims videre med sammenlagt 4-2 |

## Mesterholdenes Europa Cup 1956/57
| 19. september 1956 Kvalifikation, 1. kamp |

| AGF             | 1 - 1 | OGC Nice           |
| --------------- | ----- | ------------------ |
| Erik Jensen 16' |       | Jacques Foix 61' · |

| Idrætsparken, København Tilskuere: 12.900 Dommer: Arthur Edward Ellis (England) |

| 27. september 1956 Kvalifikation, 2. kamp |

| OGC Nice                                                          | 5 - 1 | AGF               |
| ----------------------------------------------------------------- | ----- | ----------------- |
| Jacques Foix 2' · François Milazzo 27' 74' · Jacky Faivre 45' 60' |       | Erik Jensen 82' · |

| Stade du Ray, Nice Tilskuere: 8.144 Dommer: John Husband (England) |

| OGC Nice videre med sammenlagt 6-2 |

## Mesterholdenes Europa Cup 1957/58
| AGF var ikke kvalificeret som dansk mester, men som vinder af de første 18 ud af 27 runder i 1. division i sæsonen 1956-57. Sæsonen 1956-57 i Danmark var forlænget med et halvt år og sluttede først i november 1957, fordi Danmarksturneringen fra 1958 skulle følge kalenderåret. |

| 11. september 1957 Kvalifikation, 1. kamp |

| AGF | 0 - 0 | Glenavon FC |
| --- | ----- | ----------- |
|     |       |             |

| Aarhus Stadion, Aarhus Tilskuere: 14.000 Dommer: Willem Beltman (Holland) |

| 25. september 1957 Kvalifikation, 2. kamp |

| Glenavon FC | 0 - 3 | AGF                                             |
| ----------- | ----- | ----------------------------------------------- |
|             |       | Peder Kjær-Andersen 13' 45' · John Jensen 40' · |

| Windsor Park, Belfast Tilskuere: 33.000 Dommer: Johan Heinrich Martens (Holland) |

| AGF videre med sammenlagt 3-0 |

| 27. november 1957 16:00 1. runde, 1. kamp |

| Sevilla FC                      | 4 - 0 | AGF |
| ------------------------------- | ----- | --- |
| Antoniet 6' 30' · Loren 24' 52' |       |     |

| Estadio Nervión, Sevilla Tilskuere: 20.000 Dommer: Gaston Grandain (Belgien) |

| 4. december 1957 19:30 1. runde, 2. kamp |

| AGF                 | 2 - 0 | Sevilla FC |
| ------------------- | ----- | ---------- |
| Erik Jensen 41' 86' |       |            |

| Aarhus Stadion, Aarhus Tilskuere: 18.000 Dommer: Aloïs Smidts (Belgien) |

| Sevilla FC videre med sammenlagt 4-2 |

## Mesterholdenes Europa Cup 1960/61
AGF kvalificerede sig til turneringen som vinder af forårsturneringen i Danmark 1960.
| 21. september 1960 Kvalifikation, 1. kamp |

| AGF                                                          | 3 - 0 | Legia Warszawa            |
| ------------------------------------------------------------ | ----- | ------------------------- |
| John Amdisen 32' · Peder Kjær-Andersen 54' · John Jensen 75' |       | · Henryk Grzybowski 75' · |

| Aarhus Stadion, Aarhus Tilskuere: 10.268 Dommer: Johan Bronkhorst (Holland) |

| 5. oktober 1960 Kvalifikation, 2. kamp |

| Legia Warszawa    | 1 - 0 | AGF |
| ----------------- | ----- | --- |
| Helmuth Nowak 29' |       |     |

| Stadion Wojska Polskiego, Warszawa Tilskuere: 20.000 Dommer: Leopold Sylvain Horn (Holland) |

| AGF videre med sammenlagt 3-1 |

| 19. oktober 1960 1. runde, 1. kamp |

| AGF                                                      | 3 - 0 | Fredrikstad FK |
| -------------------------------------------------------- | ----- | -------------- |
| John Amdisen 74' · Finn Overby 83' · Aage Rou Jensen 85' |       |                |

| Aarhus Stadion, Aarhus Tilskuere: 9.400 Dommer: Erik Johansson (Sverige) |

| 26. oktober 1960 1. runde, 2. kamp |

| Fredrikstad FK | 0 - 1 | AGF               |
| -------------- | ----- | ----------------- |
|                |       | Finn Overby 49' · |

| Bislett Stadion, Oslo Tilskuere: 10.334 Dommer: Bengt Lundell (Holland) |

| AGF videre med sammenlagt 4-0 |

| 8. marts 1961 Kvartfinale, 1. kamp |

| SL Benfica                                    | 3 - 1 | AGF                |
| --------------------------------------------- | ----- | ------------------ |
| José Águas 20' 60' · José Augusto 50' (strf.) |       | John Amdisen 52' · |

| Estádio da Luz, Lissabon Tilskuere: 57.100 Dommer: Maurice Guigue (Frankrig) |

| 30. marts 1961 13:30 Kvartfinale, 2. kamp |

| AGF               | 1 - 4 | SL Benfica                                           |
| ----------------- | ----- | ---------------------------------------------------- |
| Germano 77' (sm.) |       | José Augusto 2' 42' · José Águas 32' · Santana 81' · |

| Aarhus Stadion, Aarhus Tilskuere: 22.400 Dommer: Marcel Bois (Frankrig) |

| Benfica videre med sammenlagt 7-2 |

## Pokalvindernes Europa Cup 1961/62
| 25. oktober 1961 1. runde, 1. kamp |

| SV Werder Bremen                   | 2 - 0 | AGF |
| ---------------------------------- | ----- | --- |
| Horst Barth 7' · Arnold Schütz 76' |       |     |

| Weserstadion, Bremen Tilskuere: 18.570 Dommer: Leif Johansson (Sverige) |

| 1. november 1961 1. runde, 2. kamp |

| AGF                                 | 2 - 3 | SV Werder Bremen                                           |
| ----------------------------------- | ----- | ---------------------------------------------------------- |
| John Amdisen 66' · Bruno Jensen 87' |       | Horst Barth 36' · Klaus Hänel 40' · Wilhelm Schröder 76' · |

| Aarhus Stadion, Aarhus Tilskuere: 6.810 Dommer: Leif Johansson (Sverige) |

| Werder Bremen videre med sammenlagt 5-2 |

## Pokalvindernes Europa Cup 1965/66
| 25. august 1965 20:00 1. runde, 1. kamp |

| AGF                                                            | 2 - 1 | Vitória Setúbal    |
| -------------------------------------------------------------- | ----- | ------------------ |
| Jørn Bjerregaard 16' · Kjeld Jensen 80' · Jørn Bjerregaard 63' |       | Joaquim Quim 35' · |

| Aarhus Stadion, Aarhus Tilskuere: 14.500 Dommer: Geoffrey Powell (Wales) |

| 19. september 1965 1. runde, 2. kamp |

| Vitória Setúbal | 1 - 2 | AGF                                      |
| --------------- | ----- | ---------------------------------------- |
| Jaime Graça 68' | Video | Henning Enoksen 56' · Kjeld Jensen 70' · |

| Estádio do Bonfim, Setubal Tilskuere: 13.500 Dommer: Robert Schaut (Belgien) |

| AGF videre med sammenlagt 4-2 |

| 3. november 1965 20:00 2. runde, 1. kamp |

| AGF | 0 - 1 | Celtic FC         |
| --- | ----- | ----------------- |
|     |       | Joe McBride 24' · |

| Aarhus Stadion, Aarhus Tilskuere: 10.831 Dommer: Hubert Burguet (Belgien) |

| 17. november 1965 19:30 2. runde, 2. kamp |

| Celtic FC                              | 2 - 0 | AGF |
| -------------------------------------- | ----- | --- |
| Billy McNeill 8' · Jimmy Johnstone 41' |       |     |

| Celtic Park, Glasgow Tilskuere: 23.079 Dommer: Johan Riseth (Norge) |

| Celtic videre med sammenlagt 3-0 |

## UEFA Cup 1979/80
| 19. september 1979 19:30 1. runde, 1. kamp |

| AGF             | 1 - 1 | FKS Stal Mielec    |
| --------------- | ----- | ------------------ |
| Frank Olsen 55' |       | Witold Karas 64' · |

| Aarhus Stadion, Aarhus Tilskuere: 4.300 Dommer: Malcolm Moffatt (England) |

| 3. oktober 1979 1. runde, 2. kamp |

| FKS Stal Mielec | 0 - 1 | AGF               |
| --------------- | ----- | ----------------- |
|                 | Video | Lars Jensen 81' · |

| Stadion Stali Mielec, Mielec Tilskuere: 18.000 Dommer: Ihsan Türe (Tyrkiet) |

| AGF videre med sammenlagt 2-1 |

| 24. oktober 1979 2. runde, 1. kamp |

| AGF            | 1 - 2 | FC Bayern München               |
| -------------- | ----- | ------------------------------- |
| Kim Sander 83' | Video | Karl-Heinz Rummenigge 42' 50' · |

| Aarhus Stadion, Aarhus Tilskuere: 22.000 Dommer: A. Farrell (Irland) |

| 7. november 1979 2. runde, 2. kamp |

| FC Bayern München                          | 3 - 1 | AGF                    |
| ------------------------------------------ | ----- | ---------------------- |
| Dieter Hoeness 28' 89' · Paul Breitner 84' | Video | Torben Mikkelsen 38' · |

| Olympiastadion, München Tilskuere: 5.000 Dommer: Francisc Kolossy (Rumænien) |

| Bayern München videre med sammenlagt 5-2 |

## UEFA Cup 1983/84
| 14. september 1983 19:30 1. runde, 1. kamp |

| Celtic FC      | 1 - 0 | AGF             |
| -------------- | ----- | --------------- |
| Roy Aitken 63' | Video | John Stampe 30' |

| Celtic Park, Glasgow Tilskuere: 23.569 Dommer: Augusto Lamo Castillo (Spanien) |

| 28. september 1983 19:00 1. runde, 2. kamp |

| AGF                 | 1 - 4 | Celtic FC                                                                    |
| ------------------- | ----- | ---------------------------------------------------------------------------- |
| Willy Scheepers 76' | Video | Murdo MacLeod 20' · Frank McGarvey 26' · Roy Aitken 47' · David Provan 80' · |

| Aarhus Stadion, Aarhus Tilskuere: 14.500 Dommer: Josef Poucek (Tjekkoslovakiet) |

| Celtic videre med sammenlagt 5-1 |

## UEFA Cup 1984/85
| 20. september 1984 1. runde, 1. kamp |

| Widzew Lodz                                            | 2 - 0 | AGF |
| ------------------------------------------------------ | ----- | --- |
| Dariusz Dziekanowski 21' (strf.) · Tadeusz Swiatek 52' | Video |     |

| Stadion Widzewa, Lodz Tilskuere: 17.000 Dommer: Berisa Sinasi (Jugoslavien) |

| 3. oktober 1984 19:30 1. runde, 2. kamp |

| AGF                | 1 - 0 | Widzew Lodz |
| ------------------ | ----- | ----------- |
| Lars Lundkvist 21' |       |             |

| Aarhus Stadion, Aarhus Tilskuere: 4.000 Dommer: Gudmundur Haraldsson (Island) |

| Widzew Lodz videre med sammenlagt 2-1 |

## UEFA Cup 1985/86
| 18. september 1985 1. runde, 1. kamp |

| KSV Waregem | 5 - 2 | AGF                                         |
| --- | ----- | ------------------------------------------- |
| Daniel Veyt 39' · Francky Dekenne 54' · Philippe Desmet 57' · Pino Decraeye 65' · Alain van Baekel 78' · Daniel Veyt 15' | Video | Lars Lundkvist 23' · Flemming Povlsen 50' · |

| Regenboogstadion, Waregem Tilskuere: 12.000 Dommer: Günter Habermann (Tyskland) |

| 2. oktober 1985 19:00 1. runde, 2. kamp |

| AGF | 0 - 1 | KSV Waregem       |
| --- | ----- | ----------------- |
|     |       | Daniel Veyt 89' · |

| Aarhus Stadion, Aarhus Tilskuere: 5.200 Dommer: Andrzej Libich (Polen) |

| KSV Waregem videre med sammenlagt 6-2 |

## Mesterholdenes Europa Cup 1987/88
| 16. september 1987 19:00 1. runde, 1. kamp |

| AGF                                                                    | 4 - 1 | Jeunesse d'Esch     |
| ---------------------------------------------------------------------- | ----- | ------------------- |
| Per Beck Andersen 2' · Lars Lundkvist 9' 18' · Jan Bartram 44' (strf.) | Video | Théo Scholten 70' · |

| Århus Stadion, Århus Tilskuere: 3.600 Dommer: Josef Marko (Tjekkoslovakiet) |

| 30. september 1987 1. runde, 2. kamp |

| Jeunesse d'Esch | 1 - 0 | AGF |
| --------------- | ----- | --- |
| Dany Theis 10'  | Video |     |

| Stade de la Frontière, Esch-sur-Alzette Tilskuere: 2.000 Dommer: Claude Bouillet (Frankrig) |

| AGF videre med sammenlagt 4-2 |

| 21. oktober 1987 19:45 2. runde, 1. kamp |

| AGF                  | 0 - 0 | SL Benfica |
| -------------------- | ----- | ---------- |
| Troels Rasmussen 85' |       |            |

| Århus Stadion, Århus Tilskuere: 12.500 Dommer: Eero Aho (Finland) |

| 4. november 1987 2. runde, 2. kamp |

| SL Benfica        | 1 - 0 | AGF |
| ----------------- | ----- | --- |
| Adelino Nunes 39' | Video |     |

| Estadio da Luz, Lissabon Tilskuere: 55.000 Dommer: Philippe Mercier (Schweiz) |

| Benfica videre med sammenlagt 1-0 |

## Pokalvindernes Europa Cup 1988/89
| 7. september 1988 1. runde, 1. kamp |

| Glenavon FC    | 1 - 4 | AGF                                                             |
| -------------- | ----- | --------------------------------------------------------------- |
| Tim McCann 17' |       | Henrik Mortensen 25' · Frank Pingel 52' 65' · Marc Rieper 80' · |

| Mourneview Park, Lurgan Tilskuere: 3.000 Dommer: Alphonse Constantin (Belgien) |

| 5. oktober 1988 19:00 1. runde, 2. kamp |

| AGF                                                                   | 3 - 1 | Glenavon FC             |
| --------------------------------------------------------------------- | ----- | ----------------------- |
| Henrik Mortensen 27' · Bjørn Kristensen 65' · John Stampe 86' (strf.) |       | Fintan McConville 88' · |

| Århus Stadion, Århus Tilskuere: 2.300 Dommer: Tadeusz Diakonowicz (Polen) |

| AGF videre med sammenlagt 7-2 |

| 26. oktober 1988 2. runde, 1. kamp |

| Cardiff City       | 1 - 2 | AGF                       |
| ------------------ | ----- | ------------------------- |
| Jimmy Gilligan 41' |       | Bjørn Kristensen 8' 73' · |

| Ninian Park, Cardiff Tilskuere: 6.155 Dommer: Roger Phillipi (Luxembourg) |

| 9. november 1988 19:00 2. runde, 2. kamp |

| AGF                                                                    | 4 - 0 | Cardiff City |
| ---------------------------------------------------------------------- | ----- | ------------ |
| Frank Pingel 16' · Per Beck Andersen 25' 75' · John Stampe 82' (strf.) | Video |              |

| Århus Stadion, Århus Tilskuere: 3.700 Dommer: Kaj Natri (Finland) |

| AGF videre med sammenlagt 6-1 |

| 1. marts 1989 19:00 Kvartfinale, 1. kamp |

| AGF | 0 - 1 | FC Barcelona       |
| --- | ----- | ------------------ |
|     | Video | Gary Lineker 70' · |

| Århus Stadion, Århus Tilskuere: 22.000 Dommer: Jiří Stiegler (Tjekkoslovakiet) |

| 15. marts 1989 21:15 Kvartfinale, 2. kamp |

| FC Barcelona          | 0 - 0 | AGF |
| --------------------- | ----- | --- |
| Roberto Fernández 44' | Video |     |

| Camp Nou, Barcelona Tilskuere: 5.000 Dommer: Gerassimos Germanakos (Grækenland) |

| Barcelona videre med sammenlagt 1-0 |

## Pokalvindernes Europa Cup 1992/93
| 15. september 1992 19:00 1. runde, 1. kamp |

| AIK Stockholm                                                    | 3 - 3 | AGF                                             |
| ---------------------------------------------------------------- | ----- | ----------------------------------------------- |
| Pascal Simpson 20' · Peter Hallström 57' · Vadim Jevtusjenko 85' | Video | Stig Tøfting 16' · Torben Christensen 36' 55' · |

| Råsunda Fotbollstadion, Stockholm Tilskuere: 3.976 Dommer: Stephen Lodge (England) |

| 29. september 1992 19:00 1. runde, 2. kamp |

| AGF           | 1 - 1 | AIK Stockholm        |
| ------------- | ----- | -------------------- |
| Bo Harder 67' | Video | Pascal Simpson 20' · |

| Århus Stadion, Århus Tilskuere: 9.000 Dommer: Arturo Martino (Schweiz) |

| Sammenlagt 4-4. AGF videre på reglen om udebanemål |

| 21. oktober 1992 19:00 2. runde, 1. kamp |

| AGF                                                                      | 3 - 2 | Steaua Bukarest                         |
| ------------------------------------------------------------------------ | ----- | --------------------------------------- |
| Søren Andersen 12' · Torben Christensen 19' · Martin Nielsen 80' (strf.) | Video | Ion Vladoiu 64' · Ilie Dumitrescu 89' · |

| Århus Stadion, Århus Tilskuere: 9.000 Dommer: Aron Schmidhuber (Tyskland) |

| 4. november 1992 19:30 2. runde, 2. kamp |

| Steaua Bukarest                         | 2 - 1 | AGF                      |
| --------------------------------------- | ----- | ------------------------ |
| Corinel Tristescu 82' · Ion Vladoiu 90' | Video | Torben Christensen 10' · |

| Stadionul Ghencea, Bukarest Tilskuere: 21.000 Dommer: Cakar Ahmet (Tyrkiet) |

| Sammenlagt 4-4. Steaua Bukarest videre på reglen om udebanemål |

## Pokalvindernes Europa Cup 1996/97
| 12. september 1996 19:30 1. runde, 1. kamp |

| AGF             | 1 - 1 | Olimpija Ljubljana |
| --------------- | ----- | ------------------ |
| Lennart Bak 15' |       | Kliton Bozgo 57' · |

| Århus Stadion, Århus Tilskuere: 5.900 Dommer: Mikko Vuorela (Finland) |

| 26. september 1996 1. runde, 2. kamp |

| Olimpija Ljubljana | 0 - 0 | AGF |
| ------------------ | ----- | --- |
|                    |       |     |

| Stadion Bežigrad, Ljubljana Tilskuere: 1.433 Dommer: Sotorios Vorgias (Grækenland) |

| Sammenlagt 1-1. Olimpija Ljubljana videre på reglen om udebanemål |

## UEFA Cup 1997/98
| 12. august 1997 Kvalifikation 2. runde, 1. kamp |

| Újpesti Dózsa | 0 - 0 | AGF |
| ------------- | ----- | --- |
|               |       |     |

| Megyeri úti Stadion, Budapest Tilskuere: 6.000 Dommer: Sotiris Vorgias (Grækenland) |

| 26. august 1997 19:00 Kvalifikation 2. runde, 2. kamp |

| AGF                                                        | 3 - 2 | Újpesti Dózsa                          |
| ---------------------------------------------------------- | ----- | -------------------------------------- |
| Mads Rieper 25' · Carsten Hallum 67' · Jesper Sørensen 70' | Video | Vilmos Sebök 29' · Zoltan Kovacs 76' · |

| Århus Stadion, Århus Tilskuere: 5.593 Dommer: Andrej Butenko (Rusland) |

| AGF videre med sammenlagt 3-2 |

| 16. september 1997 20:00 1. runde, 1. kamp |

| AGF                                      | 2 - 2 | FC Nantes                                    |
| ---------------------------------------- | ----- | -------------------------------------------- |
| Torben Piechnik 18' · Carsten Hallum 74' | Video | Jocelyn Gourvennec 12' · Samba N'Diaye 24' · |

| Århus Stadion, Århus Tilskuere: 5.425 Dommer: Miroslav Liba (Tjekkiet) |

| 30. september 1997 1. runde, 2. kamp |

| FC Nantes | 0 - 1 | AGF                   |
| --------- | ----- | --------------------- |
|           | Video | Torben Piechnik 45' · |

| Stade de la Beaujoire, Nantes Tilskuere: 15.000 Dommer: Manfred Schüttengruber (Østrig) |

| AGF videre med sammenlagt 3-2 |

| 21. oktober 1997 20:05 2. runde, 1. kamp |

| AGF                      | 1 - 1 | FC Twente           |
| ------------------------ | ----- | ------------------- |
| Johnny Mølby 41' (strf.) | Video | Antti Sumiala 16' · |

| Århus Stadion, Århus Tilskuere: 7.353 Dommer: Alain Hamer (Luxembourg) |

| 4. november 1997 2. runde, 2. kamp |

| FC Twente | 0 - 0 | AGF |
| --------- | ----- | --- |
|           |       |     |

| Diekman Stadion, Enschede Tilskuere: 10.150 Dommer: Marc Batta (Frankrig) |

| Sammenlagt 1-1. Twente videre på reglen om udebanemål |

## Europa League 2012/13
| 19. juli 2012 Kvalifikation 2. runde, 1. kamp |

| AGF            | 1 - 2 | FC Dila Gori                                   |
| -------------- | ----- | ---------------------------------------------- |
| Anders Kure 3' | Video | Mate Vatsadze 34' · Kakhaber Aladashvili 84' · |

| NRGI PARK, Aarhus Tilskuere: 9.030 Dommer: Boško Jovanetić (Serbien) |

| 26. juli 2012 Kvalifikation 2. runde, 2. kamp |

| FC Dila Gori                                     | 3 - 1 | AGF                           |
| ------------------------------------------------ | ----- | ----------------------------- |
| Mate Vatsadze 62' 83' · Georgi Shashiashvili 74' | Video | Marin Skender 34' (Selvmål) · |

| Mikheil Meskhi, Tbilisi Tilskuere: 5.800 Dommer: Stephan Studer (Schweiz) |

| FC Dila Gori videre med sammenlagt 5-2 |

## Europa League 2020/21
| 27. august 2020 Kvalifikation 1. runde |

| AGF | 5 - 2   | FC Honka                                 |
| --- | ------- | ---------------------------------------- |
| Frederik Tingager 21' · Patrick Mortensen 29', 45+2' (str.) · Patrick Olsen 90+1' · Søren Tengstedt 90+2' | Referat | Borjas Martin 35' · Lucas Kaufmann 64' · |

| NRGI PARK, Aarhus Tilskuere: - Dommer: Ioannis Papadopoulos (Grækenland) |

Der blev kun spillet én kamp (uden tilskuere) i første runde, da sæsonen var kommet sent i gang som følge af Covid-19-epidemien. Med sejren gik AGF videre til næste runde.
| 17. september 2020 Kvalifikation 2. runde |

| NŠ Mura                                                | 3 - 0   | AGF |
| ------------------------------------------------------ | ------- | --- |
| Jan Gorenc 38' · Kevin Žižek 73' · Amadej Maroša 90+6' | Referat |     |

| Fazanerija stadion, Murska Sobota Tilskuere: - Dommer: Giorgi Kruashvili (Georgien) |

Der blev også kun spillet én kamp (uden tilskuere) i anden runde. Med nederlaget var AGF færdige i årets Europa League.

## Conference League 2021/22
| 22. juli 2021 Kvalifikation 2. runde, 1. kamp |

| Larne FC                          | 2 - 1 | AGF                        |
| --------------------------------- | ----- | -------------------------- |
| David McDaid 3' · Dean Jarvis 30' |       | Alexander Ammitzbøll 85' · |

| Inver Park, Larne |

| 29. juli 2021 Kvalifikation 2. runde, 2. kamp |

| AGF                      | 1 - 1 | Larne FC         |
| ------------------------ | ----- | ---------------- |
| Patrick Olsen 73' (str.) |       | Ronan Hale 45' · |

| NRGI PARK, Aarhus |

| Larne FC videre med sammenlagt 3-2 |

Med nederlaget var AGF færdige i årets Conference League.

## Conference League 2023/24
| 27. juli 2023 Kvalifikation 2. runde, 1. kamp |

| Club Brugge                                            | 3 - 0   | AGF |
| ------------------------------------------------------ | ------- | --- |
| Tajon Buchanan 10' · Mats Rits 48' · Hugo Vetlesen 76' | Referat |     |

| Jan Breydelstadion, Brugge Tilskuere: 18.925 Dommer: Goga Kikacheishvili (Georgien) |

| 3. august 2023 Kvalifikation 2. runde, 2. kamp |

| AGF             | 1 - 0   | Club Brugge |
| --------------- | ------- | ----------- |
| Felix Beijmo 3' | Referat |             |

| Ceres Park, Aarhus Tilskuere: 12.651 Dommer: Atilla Karaoglan (Tyrkiet) |

| Club Brugge videre med sammenlagt 3-1 |

## Intertoto Cup 1979-2001
1967

| Gruppe B6         | K | V | U | T | Mål  | Pt |  | Tjekkoslovakiet | DDR | Sverige | Danmark |
| ----------------- | - | - | - | - | ---- | -- |  | --------------- | --- | ------- | ------- |
| 1. VSS Košice     | 6 | 3 | 3 | 0 | 11:4 | 9  |  |                 | 2:1 | 4:0     | 3:1     |
| 2. Dynamo Dresden | 6 | 3 | 1 | 2 | 10:7 | 7  |  | 0:0             |     | 1:2     | 2:1     |
| 3. AIK            | 6 | 3 | 1 | 2 | 7:11 | 7  |  | 1:1             | 1:4 |         | 1:0     |
| 4. AGF            | 6 | 0 | 1 | 5 | 5:11 | 1  |  | 1:1             | 1:2 | 1:2     |         |

01/7:	AGF - AIK		1-2	(1-0)	Mål: 1-0 Bjarne Jensen 10', 1-1 Björn Carlsson 55', 1-2 Roland Lundblad 65'. 3.500 tilskuere	

09/7:	VSS Košice - AGF	3-1 (1-0)	Mål: 1-0 Ján Strausz 8', 2-0 Ján Strausz 46', 2-1 Karsten Petersen, 3-1 Ján Strausz 84'. 6.000 tilskuere

15/7:	AGF - Dynamo Dresden	1-2	(0-1)	Mål: 0-1 Dieter Riedel 40', 0-2 Siegfried Gumz 46', 1-2 Karsten Petersen 69'. 2.700 tilskuere

23/7:	AIK - AGF		1-0	(0-0)	Mål: 1-0 Björn Lundberg 85'. 641 tilskuere	

29/7:	AGF - VSS Košice	1-1	(1-0)	Mål: 1-0 Søren Thomsen 17', 1-1 Jaroslav Polák 64'. 2.100 tilskuere

05/8:	Dynamo Dresden - AGF	2-1 (0-1)	Mål: 0-1 Verner Hermansen 45', 1-1 Hans Jörg Kreische 58', 1-2 Klaus Sammer 65'. 4000 tilskuere

1979

| Gruppe 7               | K | V | U | T | Mål | Pt |  | Bulgarien | Polen | Danmark | Østrig |
| ---------------------- | - | - | - | - | --- | -- |  | --------- | ----- | ------- | ------ |
| 1. Pirin Blagoevgrad   | 6 | 4 | 0 | 2 | 9:6 | 8  |  |           | 3:0   | 3:0     | 2:0    |
| 2. GKS Katowice        | 6 | 2 | 3 | 1 | 5:4 | 7  |  | 3:0       |       | 1:0     | 0:0    |
| 3. AGF                 | 6 | 2 | 2 | 2 | 5:5 | 5  |  | 2:0       | 0:0   |         | 1:0    |
| 4. SV Austria Salzburg | 6 | 0 | 3 | 3 | 4:8 | 3  |  | 1:2       | 1:1   | 2:2     |        |

30/6:	AGF - Pirin Blagoevgrad 2-0 (0-0)	Mål: 1-0 Lars Jensen 50', 2-0 Per Nielsen 75'. 1.600 tilskuere

07/7:	AGF - SV Austria Salzburg 1-0 (0-0)	Mål: 1-0 John Stampe 70' (strf.). 2.100 tilskuere

14/7:	GKS Katowice - AGF 1-0 (0-0)		Mål: 1-0 Jozef Luczak 64'. 2.000 tilskuere

21/7:	Pirin Blagoevgrad - AGF 2-0 (1-0) 	3.565 tilskuere	

28/7:	AGF - GKS Katowice 0-0			2.500 tilskuere

04/8:	SV Austria Salzburg - AGF 2-2 (1-0) Mål: 1-0 Rainer Hörgl 11', 1-1 Kim Ziegler 67', 1-2 Henrik Mikkelsen 68', 2-2 Karl Kodat 88'. Udvisning: Søren Christensen, AGF 83', Per Nielsen, AGF 87'. 1.000 tilskuere

1981

| Gruppe 5             | K | V | U | T | Mål   | Pt |  | Danmark | Tjekkoslovakiet | Østrig | Sverige |
| -------------------- | - | - | - | - | ----- | -- |  | ------- | --------------- | ------ | ------- |
| 1. AGF               | 6 | 4 | 1 | 1 | 9:7   | 9  |  |         | 4:2             | 1:0    | 2:1     |
| 2. FC Zbrojovka Brno | 6 | 2 | 2 | 2 | 11:10 | 6  |  | 3:0     |                 | 2:3    | 2:1     |
| 3. LASK Linz         | 6 | 2 | 2 | 2 | 9:10  | 6  |  | 1:1     | 2:2             |        | 3:1     |
| 4. IK Brage          | 6 | 1 | 1 | 4 | 6:8   | 3  |  | 0:1     | 0:0             | 3:0    |         |

27/6: AGF - IK Brage 2-1 (1-0)	Mål: 1-0 og 2-0 Tommy Christensen 2-1 Mats Svensson 75'. 1.800 tilskuere

04/7:	AGF - LASK Linz 1-0	(0-0) Mål: 1-0 Per Beck Andersen 48'. 1.800 tilskuere

11/7:	FC Zbrojovka Brno - AGF 3-0 (1-0)	Mål: 1-0 Petr Krahulec 2-0 Petr Janecka 3-0 Karel Jarusek. 3.000 tilskuere

18/7:	LASK Linz - AGF 1-1	(0-0)	Mål: 1-0 Poulsen 55', 1-1 Per Beck Andersen 77'. Udvisning: Finn Christensen, AGF 50'

25/7:	AGF - FC Zbrojovka Brno 4-2 (1-1)	Mål: 0-1 Stefan Horny 7', 1-1 Lars Jensen 36', strf., 2-1 Boye Duedahl 56', 3-1 Lars Lundkvist 57', 4-1 Kim Ziegler 60', Jindrich Svoboda 70'. Udvisning: Bohumil Augustin 44', Brno. 2.483 tilskuere

01/8:	IK Brage - AGF 0-1 (0-0) Mål: 0-1 Morten Donnerup 86'. 1.000 tilskuere

1982

| Gruppe 5             | K | V | U | T | Mål   | Pt |  | Danmark | Vesttyskland | Tjekkoslovakiet | Østrig |
| -------------------- | - | - | - | - | ----- | -- |  | ------- | ------------ | --------------- | ------ |
| 1. AGF               | 6 | 4 | 0 | 2 | 14:12 | 8  |  |         | 2:1          | 1:0             | 6:1    |
| 2. Werder Bremen     | 6 | 3 | 1 | 2 | 21:13 | 7  |  | 4:1     |              | 3:3             | 7:2    |
| 3. TJ Plastika Nitra | 6 | 2 | 1 | 3 | 16:16 | 5  |  | 3:4     | 3:5          |                 | 5:3    |
| 4. SK Sturm Graz     | 6 | 2 | 0 | 4 | 11:21 | 4  |  | 3:0     | 2:1          | 0:2             |        |

03/7	AGF - TJ Plastika Nitra 1-0	(1-0) Mål: John Stampe 30'. 1.050 tilskuere	

10/7	SK Sturm Graz - AGF 3-0 (0-0) Mål: 1-0 Bozo Bakota 65', 2-0 Hubert Kulmer 70', 3-0 Richard Niederbacher 87'. Udvisning: Finn Christensen, AGF 75'. 1.000 tilskuere

17/7	Werder Bremen - AGF 4-1 (1-1) Mål: 1-0 Norbert Meier 31', 1-1 Per Beck Andersen 41', 2-1 Jonny Otten 74', 3-1 Yasuhiko Okudera 86', Michael Böhnke 90'. 3.000 tilskuere

24/7	TJ Plastika Nitra - AGF 3-4	(2-1) Mål: 1-0 Róbert Jež, 1-1 Tommy Christensen, 2-1 Róbert Jež, 2-2 Henning Jensen, 2-3 Tommy Christensen, 2-4 Henning Jensen, 3-4 Róbert Jež 89'.

28/7	AGF Werder Bremen 2-1	(0-1) Mål: 0-1 Rudi Völler 40', 1-1 Boye Duedahl 70', 2-1 Tommy Christensen 74'. 3.200 tilskuere

31/7	AGF - SK Sturm Graz 6-1	(3-1) Mål: 1-0 Tommy Christensen 1', 2-0 Tommy Christensen 14', 3-0 Per Beck Andersen 25', 3-1 Bozo Bakota 38', 4-1 Tommy Christensen 67', 5-1 Henning Jensen 73', 6-1 Lars Lundkvist 85'. Udvisninger: Rudolf Schauss, Sturm Graz 64', og Anton Pichler, Sturm Graz 82'. 1.600 tilskuere

1983

| Gruppe 4                | K | V | U | T | Mål   | Pt |  | Israel | Danmark | Schweiz | Israel |
| ----------------------- | - | - | - | - | ----- | -- |  | ------ | ------- | ------- | ------ |
| 1. Maccabi Netanya FC   | 6 | 5 | 0 | 1 | 17:10 | 10 |  |        | 3:1     | 6:3     | 3:0    |
| 2. AGF                  | 6 | 3 | 0 | 3 | 14:11 | 6  |  | 1:2    |         | 8:3     | 2:1    |
| 3. FC Luzern            | 6 | 2 | 1 | 3 | 12:17 | 5  |  | 4:1    | 1:0     |         | 1:2    |
| 4. Shimshon Tel-Aviv FC | 6 | 1 | 1 | 4 | 5:10  | 3  |  | 1:2    | 1:2     | 0:0     |        |

25/6:	Shimshon Tel-Aviv FC - AGF 1-2	(0-1)	Mål: 0-1 Tommy Christensen 12', 1-1 ?? strf,, 1-2 Lars Jensen 83'. 2.000 tilskuere

02/7:	Maccabi Nathanya FC - AGF 3-1	(1-0)	Mål: 1-0 Mordechai Halfon 17', 1-1 Tommy Christensen 46', 2-1 Mordechai Halfon 55', 3-1 David Lavi 73'. 2.500 tilskuere

09/7:	AGF - FC Luzern	8-3	(4-2)	1.400	Mål: 1-0 og 2-0 Jan Hansen 6', 15', 2-1 Stefan Marini 22', 3-1 Frank Olsen 23', 3-2 Markus Tanner 25', 4-2 Jan Hansen 39', 4-3 Stefan Marini 49', 5-3 Jan Hansen ',67', 6-3 og 7-3 Lars Jensen 70' strf., 74', 8-3 Karsten Christensen 86'. 1.400 tilskuere

16/7:	AGF - Maccabi Nathanya FC 1-2	(0-0)	Mål: 1-0 Tommy Christensen 57' strf., 1-1 David Lavi 61', 1-2 Benyamin Lam 88'. 2.300 tilskuere

23/7:	AGF - Shimshon Tel-Aviv FC	2-1	(1-1)	Mål: 1-0 Karsten Christensen 28', 1-1 Duan 34', 2-1 Henning Jensen 65' strf. 1.000 tilskuere. Spillet i Åbyhøj

30/7:	FC Luzern - AGF 1-0	(1-0) 

1984
| Gruppe 2                | K | V | U | T | Mål  | Pt |  | Danmark | Norge | Tjekkoslovakiet | DDR |
| ----------------------- | - | - | - | - | ---- | -- |  | ------- | ----- | --------------- | --- |
| 1. AGF                  | 6 | 4 | 2 | 0 | 11:7 | 10 |  |         | 2:2   | 1:0             | 2:1 |
| 2. Lillestrøm SK        | 6 | 2 | 3 | 1 | 10:7 | 7  |  | 2:2     |       | 2:0             | 1:1 |
| 3. TJ Baník Ostrava OKD | 6 | 2 | 1 | 3 | 7:9  | 5  |  | 1:2     | 2:1   |                 | 0:0 |
| 4. BSG Wismut Aue       | 6 | 0 | 2 | 4 | 6:11 | 2  |  | 1:2     | 0:2   | 3:4             |     |

30/6:	AGF - TJ Banik Ostrava 1-0	(1-0) Mål: Lars Lundkvist 39'. 1.000 tilskuere

07/7:	AGF - Lillestrøm SK 2-2	(1-0)	Mål: 1-0 og 2-0 Bjørn Kristensen, 2-1 Tom Sundby, 2-2 Lasse Opseth 87'. 700 tilskuere. Spillet i Åbyhøj

14/7:	BSG Wismut Aue - AGF 1-2	(0-1)	Mål: 0-1 Lars Lundkvist 11', 0-2 Lars Lundkvist 82', 1-2 Wilfried Reypka. 5.000 tilskuere	

21/7:	TJ Banik Ostrava - AGF 1-2	(0-1)	Mål: 0-1 Tommy Christensen 39', 0-2 Lars Lundkvist 1-2 Petr Nemec 90'. 3.500 tilskuere	

28/7:	AGF - BSG Wismut Aue 2-1	(1-0)	Mål: 1-0 Willy Scheepers 25', 2-0 Lars Lundkvist 73', 2-1 Olaf Distelmeier 74'. 1.100 tilskuere

04/8:	Lillestrøm SK - AGF 2-2	(1-2)	1.800	Mål: 0-1 Jan Hansen 5', 1-1 Joar Wordal 14', 1-2 Jan Hansen 32', 2-2 Lasse Opseth 50'. 1.800 tilskuere	

1985
| Gruppe 7            | K | V | U | T | Mål   | Pt |  | Polen | Ungarn | Schweiz | Danmark |
| ------------------- | - | - | - | - | ----- | -- |  | ----- | ------ | ------- | ------- |
| 1. Górnik Zabrze    | 6 | 5 | 1 | 0 | 14:5  | 11 |  |       | 1:1    | 3:0     | 2:1     |
| 2. Zalaegerszegi TE | 6 | 2 | 2 | 4 | 11:10 | 6  |  | 0:1   |        | 4:0     | 1:0     |
| 3. BSC Young Boys   | 6 | 2 | 0 | 4 | 12:17 | 4  |  | 1:4   | 4:1    |         | 0:1     |
| 4. AGF              | 6 | 1 | 1 | 4 | 12:17 | 3  |  | 2:3   | 4:4    | 4:7     |         |

29/6:	Zalaegerszegi TE - AGF 1-0	(0-0)	Mål: 1-0 Imre Nagy 85'. 4.000 tilskuere	

06/7:	AGF - BSC Young Boys 4-7	(2-3)	Mål: 0-1 Rolf Zahnd 3', 1-1 Morten Donnerup 8', 1-2 Stefan Bitzer 13', 2-2 Per Beck Andersen 33', 2-3 Jean-Marie Conz strf. 45', 2-4 Dario Zuffi 57', 2-5 Reto Gertchen 62', 2-6 Dario Zuffi 75', 3-6 John Stampe 76', 4-6 Morten Overgaard 80', 4-7 Reto Gertchen 82'. 950 tilskuere	

13/7:	AGF - Górnik Zabrze 2-3	(2-1)	Mål: 1-0 Flemming Povlsen 3', 2-0 Flemming Povlsen 11', 2-1 Andrzej Palasz 26', 2-2 Andrzej Iwan, 2-3 Andrzej Palasz 86'. 500 tilskuere. Spillet i Åbyhøj 

20/7:	Górnik Zabrze - AGF		2-1	(1-1)	Mål: 1-0 Andrzej Zgutczyński 13', 1-1 Flemming Povlsen 37', 2-1 Jan Urban 51'. Udvisning: Andrzej Palasz (Górnik) 34'. 5.000 tilskuere				

27/7:	BSC Young Boys - AGF		0-1	(0-0)	Mål: 0-1 Flemming Povlsen 87'. 400 tilskuere. Spillet i Steg.

03/8:	AGF - Zalaegerszegi TE		4-4	(1-3)	Mål: 1-0 Flemming Povlsen 8', 1-1 Attila Páli 14', 1-2 Csaba Czigány 18', 1-3 István Gass 22', 1-4 László Molnár 68', 2-4 Lars Lundkvist 70', 3-4 John Stampe 79', 4-4 Per Beck Andersen 84'. 600 tilskuere. Spillet i Grenaa. 

1986
| Gruppe 6                   | K | V | U | T | Mål  | Pt |  | Ungarn | Danmark | Schweiz | Østrig |
| -------------------------- | - | - | - | - | ---- | -- |  | ------ | ------- | ------- | ------ |
| 1. Újpesti Dózsa SC        | 6 | 5 | 0 | 1 | 12:6 | 10 |  |        | 1:0     | 3:1     | 2:0    |
| 2. AGF                     | 6 | 3 | 0 | 3 | 8:9  | 6  |  | 2:3    |         | 2:1     | 1:0    |
| 3. Grasshopper Club Zürich | 6 | 2 | 1 | 3 | 9:9  | 5  |  | 0:1    | 4:1     |         | 2:1    |
| 4. FC Admira/Wacker        | 6 | 1 | 1 | 4 | 5:10 | 3  |  | 3:2    | 0:2     | 1:1     |        |

14/6:	AGF - Grasshopper 2-1	(1-1)	Mål: 1-0 Lars Lundkvist 20', 1-1 Willy von Bergen 28', 2-1 Ole Møller Nielsen 51'. 300 tilskuere	

21/6:	AGF - FC Admira/Wacker 1-0	(1-0) Mål: 1-0 Flemming Povlsen 2'. Udvisning: Walter Knaller 25', Gerald Messlender 65', Alois Dötzl 77' (alle Admira/Wacker). 450 tilskuere. Spillet i Åbyhøj.		

28/6:	Újpesti Dózsa - AGF 1-0	(0-0) Mål: 1-0 Ottó Sulija 58'. 500 tilskuere		

05/7:	Grasshopper - AGF 4-1	(2-0)	Mål: 1-0 André Egli strf. 10', 2-0 Marcel Koller 44', 2-1 John Stampe strf. 61', 3-1 Christian Matthey 76', 4-1 Mats Gren 86'. 450 tilskuere. Spillet i Thun.						

12/7:	AGF - Újpesti Dózsa 2-3	(1-1) Mål: 1-0 John Stampe 30', 1-1 József Szendrei 44' , 1-2 Janos Szücs 47', 2-2 Jan Bartram strf., 2-3 György Katona 89'. 750 tilskuere. Spillet i Åbyhøj.						

19/7:	FC Admira/Wacker - AGF	0-2	(0-1) Mål: 1-0 Allan Reese 15', 2-0 Allan Reese 69'. 1.000 tilskuere. Spillet i Kirchslag.

1987
| Gruppe 1              | K | V | U | T | Mål   | Pt |  | DDR | Danmark | Ungarn | Schweiz |
| --------------------- | - | - | - | - | ----- | -- |  | --- | ------- | ------ | ------- |
| 1. FC Carl-Zeiss Jena | 6 | 2 | 3 | 1 | 10:6  | 7  |  |     | 2:2     | 2:2    | 3:0     |
| 2. AGF                | 6 | 2 | 3 | 1 | 8:7   | 7  |  | 1:1 |         | 1:0    | 2:1     |
| 3. Vasas SC           | 6 | 2 | 1 | 3 | 10:11 | 5  |  | 0:2 | 2:1     |        | 5:3     |
| 4. FC Lausanne-Sport  | 6 | 2 | 1 | 3 | 8:12  | 5  |  | 1:0 | 1:1     | 2:1    |         |

27/6:	AGF - FC Lausanne-Sport	2-1	(1-0)	Mål: 1-0 Lars Lundkvist 20', 2-0 Lars Lundkvist 60', 2-1 Steen Thychosen 85'. 2.500 tilskuere. Spillet i Nykøbing Mors.

04/7:	FC Carl-Zeiss Jena - AGF 2-2	(2-1)	Mål: 0-1 Allan Reese 3', 1-1 Stefan Meixner 14', 2-1 Stefan Böger 21', 2-2 Anders Bjerre 67'. 1.500	tilskuere			

11/7:	AGF - FC Carl-Zeiss Jena 1-1	(1-1)	Mål: 0-1 Jürgen Raab 22', 1-1 Per Peck Andersen 27'. 1.500 tilskuere. Spillet i Tarm.

18/7:	FC Lausanne-Sport - AGF	1-1	(0-0)	Mål: 0-1 Lars Lundkvist 57', Pierre-André Schürmann 83'. 2.800 tilskuere.

25/7:	Vasas SC - AGF	2-1	(2-0)	Mål: 1-0 László Szabadi 25', 2-0 István Szíjjártó 26', 2-1 John Stampe 66'. Udvisning: Bjørn Kristensen, AGF 58'. 1.752 tilskuere.

01/8: AGF - Vasas SC 1-0	(1-0)	Mål: 1-0 Jan Bartram 23' strf. Udvisning: Tibor Balog 75', László Pecha, Vasas 90' og Per Beck Andersen, AGF 90'. 1.752 tilskuere. Spillet i Mariager.

1988
| Gruppe 1              | K | V | U | T | Mål   | Pt |  | DDR | Jugoslavien | Danmark | Østrig |
| --------------------- | - | - | - | - | ----- | -- |  | --- | ----------- | ------- | ------ |
| 1. FC Carl-Zeiss Jena | 6 | 3 | 1 | 2 | 8:11  | 7  |  |     | 1:0         | 2:2     | 1:0    |
| 2. FK Rad             | 6 | 3 | 0 | 3 | 11:7  | 6  |  | 4:0 |             | 3:0     | 4:1    |
| 3. AGF                | 6 | 2 | 2 | 2 | 10:9  | 6  |  | 2:0 | 3:0         |         | 0:1    |
| 4. FC Swarowski-Tirol | 6 | 2 | 1 | 3 | 10:12 | 5  |  | 3:4 | 2:0         | 3:3     |        |

26/6:	AGF - FC Swarowski-Tirol 0-1	(0-0)	Mål: 0-1 Peter Pacult 84'. 950 tilskuere. Spillet i Nykøbing Mors.

29/6:	FC Carl-Zeiss Jena - AGF 2-2	(1-0)	Mål: 0-1 Kenni Andersen 4', 1-1 Heiko Peschke 69', 2-1 Ralf Strässer 81', 2-2 Frank Pingel 90'. 2.500 tilskuere. Spillet i Lobstein.

02/7:	FC Swarowski-Tirol - AGF 3-3	(2-1)	Mål: 1-0 John Stampe, selvmål 4', 2-0 Peter Hrstic 24', 2-1 Lars Lundkvist 25', 2-2 Bo Harder 46', 2-3 Lars Lundkvist 60', 3-3 Peter Hrstic 69'. 2.500 tilskuere.				

06/7:	AGF - FK Rad 3-0	(1-0)	Mål: 1-0 Frank Pingel 4', 2-0 Henrik Mortensen 75', 3-0 Bo Harder 83'. 900 tilskuere. Spillet i Åbyhøj.									

09/7:	FK Rad - AGF	3-0	(1-0)	Mål: 1-0 Ivan Jovanović strf, 2-0 Zoran Manojlovic, 3-0 Siniša Gogić. Udvisning: Henrik Mortensen, AGF 70'. 1.000 tilskuere									

13/7:	AGF - FC Carl-Zeiss Jena 2-0	(0-0)	Mål: 1-0 Frank Pingel 55', 2-0 Per Beck Andersen 70'. 1.000 tilskuere. Spillet i Skanderborg.

1990
| Gruppe 8           | K | V | U | T | Mål | Pt |  | Østrig | Danmark | Ungarn | Sverige |
| ------------------ | - | - | - | - | --- | -- |  | ------ | ------- | ------ | ------- |
| 1. First Vienna FC | 6 | 3 | 2 | 1 | 7:5 | 8  |  |        | 1:1     | 0:1    | 2:1     |
| 2. AGF             | 6 | 2 | 3 | 1 | 6:3 | 7  |  | 1:2    |         | 2:0    | 0:0     |
| 3. Vasas SC        | 6 | 2 | 2 | 2 | 4:5 | 6  |  | 0:0    | 0:2     |        | 1:1     |
| 4. Gefle IF        | 6 | 0 | 3 | 3 | 3:7 | 3  |  | 1:2    | 0:0     | 0:2    |         |

30/6:	AGF - Vasas SC	2-0	(2-0)	Mål: 1-0 Claus Thomsen, 2-0 Torben Christensen. 200 tilskuere. Spillet i Auning.

04/7:	AGF - First Vienna FC	1-2	(0-1)	Mål: 0-1 Ralf Balzis 18', 1-1 Claus Thomsen 55', 1-2 Ewald Jenisch 71'. 300 tilskuere. Spillet i Ebeltoft.							

07/7:	Vasas SC - AGF 0-2	(0-1)	1-0 Mål: Stig Tøfting 14', 2-0 Uffe Jakobsen 30'. 1.000 tilskuere.	

11/7:	Gefle IF - AGF 0-0		394 tilskuere.								

14/7:	First Vienna FC - AGF 1-1	(0-0)	Mål: 1-0 Ernst Mader 55', 1-1 Lars Lundkvist 79'. 500 tilskuere. Spillet i Neusidl.

18/7:	AGF - Gefle IF	0-0		125 tilskuere. Spillet i Ebeltoft.

1992
| Gruppe 7                | K | V | U | T | Mål   | Pt |  | Tjekkoslovakiet | Ungarn | Danmark | Sverige |
| ----------------------- | - | - | - | - | ----- | -- |  | --------------- | ------ | ------- | ------- |
| 1. ŠK Slovan Bratislava | 6 | 4 | 1 | 1 | 18:11 | 9  |  |                 | 5:1    | 2:2     | 5:2     |
| 2. Váci Izzó            | 6 | 4 | 0 | 2 | 13:10 | 8  |  | 2:3             |        | 2:0     | 5:2     |
| 3. AGF                  | 6 | 1 | 3 | 2 | 6:7   | 5  |  | 2:0             | 0:1    |         | 1:1     |
| 4. Kiruna FF            | 6 | 0 | 2 | 4 | 8:17  | 2  |  | 2:3             | 0:2    | 1:1     |         |

08/7:	AGF - Vaci Izzó 0-1	(0-0)	Mål: 0-1 János Romanek 58'. 517 tilskuere. Spillet i Vejlby.

11/7:	Slovan Bratislava - AGF 2-2	(1-1)	Mål: 1-0 Peter Dubovský 16', 1-1 Bo Harder 27' strf, , 1-2 Torben Christensen 54', 2-2 Frantisek Klinovský 58'. 2.500 tilskuere.					

15/7:	Kiruna FF - AGF	1-1	(0-0) Mål: 1-0 Per Stöckel 85', 1-1 Mads Iversen 86'. 350 tilskuere i Gällivare.	

18/7:	Vaci Izzó - AGF		2-0	(2-0)	Mål: 1-0 Simon Antal 28', 2-0 Simon Antal 38'. 1.000 tilskuere.		

22/7:	AGF - Slovan Bratislava	2-0	(2-0)	Mål: 1-0 Bo Harder 5' strf, 2-0 Palle Sørensen 43'. Udv.: ???, Slovan Bratislava. 500 tilskuere. Spillet på Riisvangen Stadion, Aarhus.

25/7:	AGF - Kiruna FF	1-1	(0-1) Mål: 0-1 Leif Olsson 15', 1-1 Ole Mortensen 53'. 500 tilskuere. Spillet i Ebeltoft.	

1993
| Gruppe 7               | K | V | U | T | Mål  | Pt |  | Schweiz | Tjekkiet | Danmark | Østrig | Rumænien |
| ---------------------- | - | - | - | - | ---- | -- |  | ------- | -------- | ------- | ------ | -------- |
| 1. BSC Young Boys      | 4 | 3 | 1 | 0 | 9:5  | 7  |  |         | 1:0      | 3:2     |        |          |
| 2. SK Sigma MŽ Olomouc | 4 | 3 | 0 | 1 | 5:2  | 6  |  |         |          | 2:1     | 2:0    |          |
| 3. AGF                 | 4 | 2 | 0 | 2 | 12:6 | 4  |  |         |          |         | 5:1    | 4:0      |
| 4. SV Austria Salzburg | 4 | 1 | 0 | 3 | 3:10 | 2  |  | 0:2     |          |         |        | 2:1      |
| 4. FC Oțelul Galați    | 4 | 0 | 1 | 3 | 4:10 | 1  |  | 3:3     | 0:1      |         |        |          |

27/6:	Sigma Olomouc - AGF	2-1			Mål: 0-1 Henrik Mortensen 29', 1-1 ??, 2-1 ??. 	

10/7:	AGF - FC Oțelul Galați 4-0	(1-0)	Mål: 1-0 Søren Andersen, 2-0 Søren Andersen, 3-0 Palle Sørensen, 4-0 Bo Harder 73'. udv. Aurel Țicleanu, Galati. 650 tilskuere. Spillet i Grenå.			

17/7:	AGF - SV Austria Salzburg	5-1	(1-1)	Mål: 0-1 Adi Hütter 2', 1-1 Claus Thomsen 36', 2-1 Martin Nielsen strf. 50', 3-1 Søren Andersen 56', 4-1 Henrik Mortensen 74', 5-1 Bo Larsen 79'. Udvisning: Wolfgang Feiersinger, Salzburg 55'. 450 tilskuere. Spillet i Vejlby.

24/7:	BSC Young Boys - AGF		3-2 (2-1)	Mål: 1-0 Piotr Nowak 21', 2-0 Georges Bregy 28', 2-1 Lars Larsen 37', 3-1 Adrian Kunz 39', 3-2 Claus Thomsen 74'. 1.500 tilskuere. Spillet i Henau.

1995

Turneringen gjaldt kvalifikation til UEFA Cup 1995-96

Slutstilling - Gruppe 1
| Pos | Hold                | K | V | U | T | +  | -  | D   | P  |
| --- | ------------------- | - | - | - | - | -- | -- | --- | -- |
| 1   | Karlsruher SC       | 4 | 3 | 1 | 0 | 13 | 4  | +9  | 10 |
| 2   | Sheffield Wednesday | 4 | 2 | 1 | 1 | 7  | 5  | +2  | 7  |
| 3   | FC Basel            | 4 | 2 | 0 | 2 | 6  | 6  | 0   | 6  |
| 4   | AGF                 | 4 | 2 | 0 | 2 | 7  | 8  | -1  | 6  |
| 5   | Górnik Zabrze       | 4 | 0 | 0 | 4 | 5  | 15 | -10 | 0  |

| 24. juni 1995 Gruppespil, 1. kamp |

| AGF                                                                                                   | 4 - 1 | Górnik Zabrze           |
| --- | ----- | ----------------------- |
| 1-0 Henrik Mortensen 48' · 2-0 Ulrik Skovgaard 52' · 3-0 Martin Jørgensen 58' · 4-0 Nocko Jokovic 72' |       | 4-1 Thomas Brzoza 84' · |

| Århus Stadion, Århus Tilskuere: 1.565 Dommer: Kenneth Clark (Skotland) |

| 1. juli 1995 Gruppespil, 2. kamp |

| Karlsruher SC                                            | 3 - 0 | AGF |
| -------------------------------------------------------- | ----- | --- |
| Adrian Knup 2' · Manfred Bender 39' · Christian Wück 55' |       |     |

| Wildparkstadion, Karslruhe Tilskuere: 5.521 Dommer: Armand Ancion (Belgien) |

| 15. juli 1995 Gruppespil, 3. kamp |

| AGF                                            | 2 - 1 | FC Basel              |
| ---------------------------------------------- | ----- | --------------------- |
| 1-0 Nocko Jokovic 7' · 2-0 Torben Piechnik 35' |       | 2-1 Hakan Yakin 78' · |

| Århus Stadion, Århus Tilskuere: 1.822 Dommer: Timo Keltänen (Finland) |

| 22. juli 1995 Gruppespil, 4. kamp |

| Sheffield Wednesday                                   | 3 - 1 | AGF                     |
| ----------------------------------------------------- | ----- | ----------------------- |
| 1-0 og 2-1 Mark Bright 10' 49' · 3-1 Dan Petrescu 85' |       | 1-1 Nocko Jokovic 22' · |

| Millmoor Ground, Rotherham Tilskuere: 6.990 Dommer: Jan Wegereef (Holland) |

2001

Turneringen gjaldt kvalifikation til UEFA Cup 2001/02
| 16. juni 2001 16:00 1. runde, 1. kamp |

| AGF                 | 1 - 0 | Publikum Celje |
| ------------------- | ----- | -------------- |
| Tom Christensen 86' |       |                |

| Århus Stadion, Århus Tilskuere: 1.306 |

| 23. juni 2001 17:30 1. runde, 2. kamp |

| Publikum Celje | 7 - 1 | AGF                          |
| --- | ----- | ---------------------------- |
| Robert Koren 14' 36' · Velice Surmolikovski 17' · Dominik Bersnajak 20' · Oliver Bogatinov 68' · Andrej Jozef 75' · Aljosa Sivko 90' |       | Søren Pedersen 27' (strf.) · |

| Skalna klet Stadion, Celje Tilskuere: 1.000 |

| Publikum Celje videre med sammenlagt 7-2 |